# Parafia św. Jana Chrzciciela w Enoggerze
Parafia św. Jana Chrzciciela w Enoggerze – parafia rzymskokatolicka, należąca do archidiecezji Brisbane.
Przy parafii funkcjonuje katolicka szkoła podstawowa Najświętszej Maryi Panny Wniebowziętej.